# Mistrovství světa v letech na lyžích 1977
Mistrovství světa v letech na lyžích se v roce 1977 konalo 18.-20. února v norském Vikersundu na tamním mamutím můstku Vikersundbakken (K-155).

## Výsledky
| *                | Sportovec        | Skok 1 | Skok 2 | Skok 3 | Skok 4 | Skok 5 | Skok 6 | Skok 7 | Skok 8 | Skok 9 | Body  |
| ---------------- | ---------------- | ------ | ------ | ------ | ------ | ------ | ------ | ------ | ------ | ------ | ----- |
| Zlatá medaile    | Walter Steiner   | 136 m  | 142 m  | 140 m  | 136 m  | 148 m  | 131 m  | 151 m  | 151 m  | 136 m  | 564,5 |
| Stříbrná medaile | Anton Innauer    | 125 m  | 145 m  | 143 m  | 90 m   | 132 m  | 93 m   | 124 m  | 126 m  | 148 m  | 547,0 |
| Bronzová medaile | Henry Glass      | 137 m  | 133 m  | 130 m  | 131 m  | 140 m  | 115 m  | 152 m  | 128 m  | 138 m  | 541,5 |
| 4                | Alexej Borovitin | 144 m  | 123 m  | 146 m  | 114 m  | 131 m  | 122 m  | 152 m  | 135 m  | 123 m  | 539,5 |
| 5                | Harald Duschek   | 120 m  | 123 m  | 126 m  | 110 m  | 120 m  | 147 m  | 141 m  | 141 m  | 133 m  | 533,5 |
| 6                | František Novák  | 116 m  | 119 m  | 123 m  | 143 m  | 126 m  | 145 m  | 157 m  | 122 m  | 123 m  | 532,0 |
| 7                | Tapio Räisänen   | 115 m  | 119 m  | 128 m  | 112 m  | 129 m  | 142 m  | 140 m  | 136 m  | 135 m  | 528,5 |
| 8                | Martin Weber     | 129 m  | 115 m  | 135 m  | 99 m   | 139 m  | 109 m  | 147 m  | 127 m  | 120 m  | 527,0 |
| 9                | Thomas Meisinger | 131 m  | 143 m  | 115 m  | 108 m  | 113 m  | 119 m  | 134 m  | 144 m  | 139 m  | 523,0 |
| 10               | Leoš Škoda       | 122 m  | 128 m  | 125 m  | 124 m  | 137 m  | 135 m  | 145 m  | 146 m  | 122 m  | 517,5 |